# 因奇萨-因瓦尔达诺
因奇萨-因瓦尔达诺（義大利語：Incisa in Val d'Arno，意为“阿尔诺河谷的因奇萨”），原为意大利托斯卡纳大区佛罗伦萨广域市的一个市镇。总面积26.52平方公里，人口6259人，人口密度236.0人/平方公里（2009年）。ISTAT代码为048023。
2014年1月1日，因奇萨-因瓦尔达诺和菲利内瓦尔达诺两市镇合并为新的菲利内和因奇萨-瓦尔达诺市镇。